# Đau khổ

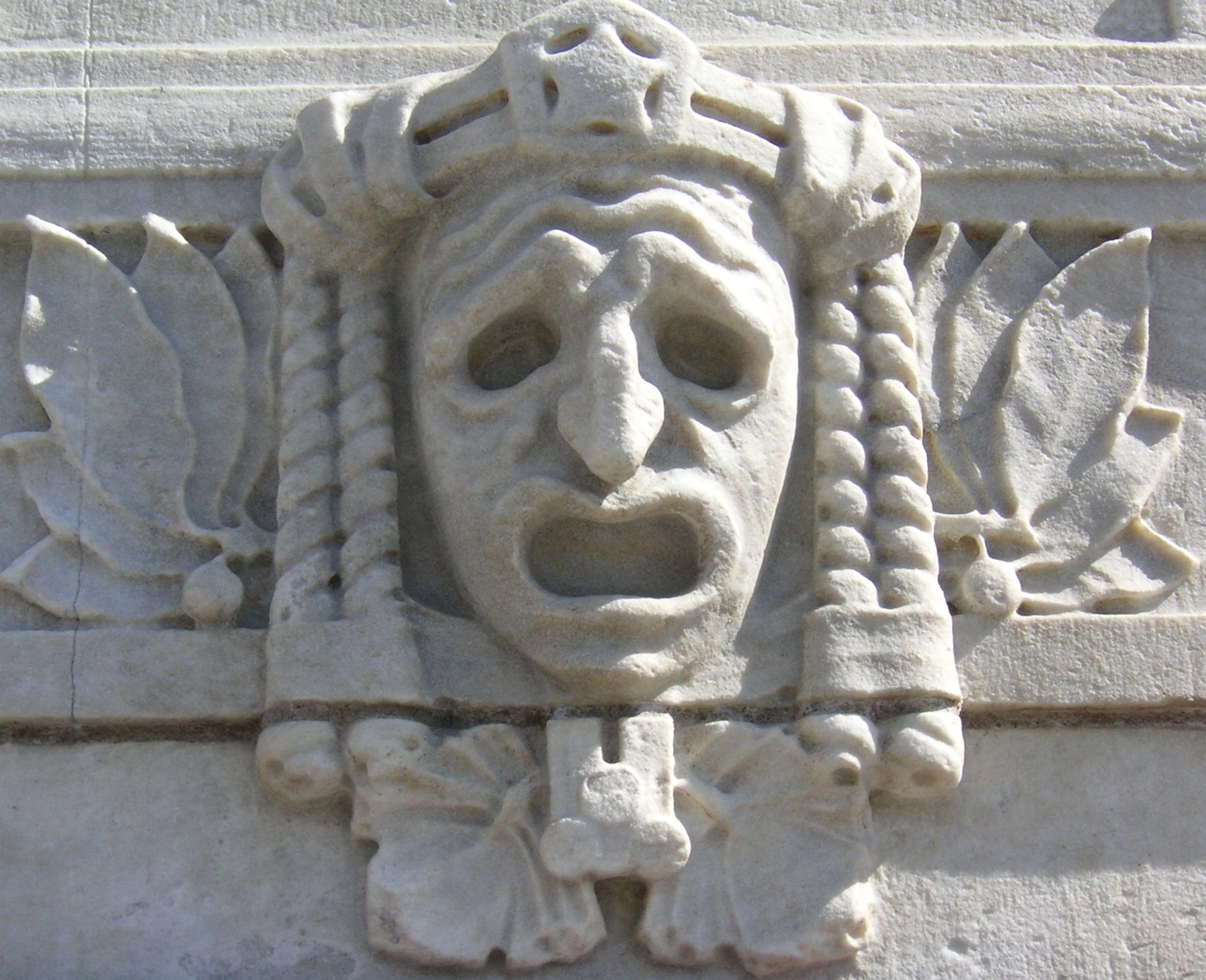
Mặt nạ tỏ thái độ bi thảm trên mặt tiền của Nhà hát Kịch Hoàng gia ở Stockholm, Thụy Điển.

Đau khổ, hoặc đau theo nghĩa rộng, có thể là một kinh nghiệm về sự khó chịu và ác cảm liên quan đến nhận thức về tác hại hoặc đe dọa gây hại ở một cá nhân. Đau khổ là yếu tố cơ bản tạo nên tính tiêu cực của các hiện tượng tình cảm. Trái ngược với đau khổ là niềm vui hay hạnh phúc.
Đau khổ thường được phân loại là thể chất hoặc tinh thần. Nó có thể đến ở tất cả các mức độ, từ nhẹ đến mức không thể chịu đựng được. Các yếu tố về thời gian và tần suất xuất hiện thường kết hợp với cường độ. Thái độ đối với đau khổ có thể rất khác nhau, ở người phải chịu đau khổ hoặc người khác, tùy theo mức độ được coi là có thể tránh khỏi hoặc không thể tránh khỏi, hữu ích hoặc vô dụng, xứng đáng hoặc không xứng đáng.
Đau khổ xảy ra trong cuộc sống của chúng sinh trong nhiều cách cư xử, thường là có tác động đáng kể. Kết quả là, nhiều lĩnh vực hoạt động của con người quan tâm đến một số khía cạnh của đau khổ. Những khía cạnh này có thể bao gồm bản chất của đau khổ, quá trình của nó, nguồn gốc và nguyên nhân của nó, ý nghĩa và tầm quan trọng của nó, các hành vi cá nhân, xã hội và văn hóa có liên quan, biện pháp khắc phục, quản lý và sử dụng.

## Thuật ngữ
Từ đau khổ đôi khi được sử dụng theo nghĩa hẹp của nỗi đau thể xác, nhưng thường thì nó chỉ nỗi đau tâm lý, hoặc thường xuyên hơn là nói đến nỗi đau theo nghĩa rộng, nghĩa là bất kỳ cảm giác, cảm xúc hoặc cảm giác  khó chịu nào. Từ đau thường nói đến nỗi đau thể xác, nhưng nó cũng là một từ đồng nghĩa phổ biến của đau khổ. Những từ đau đớn và đau khổ thường được sử dụng cả hai cùng nhau theo những cách khác nhau. Ví dụ, chúng có thể được sử dụng như các từ đồng nghĩa có thể hoán đổi cho nhau. Hoặc chúng có thể được sử dụng trong 'mâu thuẫn' với nhau, như trong "đau đớn là thể xác, đau khổ là tinh thần" hoặc "đau đớn là không thể tránh khỏi, đau khổ là tùy chọn". Hoặc chúng có thể được sử dụng để định nghĩa lẫn nhau, như trong "nỗi đau là sự đau khổ về thể xác" hoặc "sự đau khổ là nỗi đau thể xác hoặc tinh thần nghiêm trọng".
Các tính từ bổ nghĩa, chẳng hạn như thể chất, tinh thần, cảm xúc và tâm lý, thường được sử dụng để chỉ một số loại đau đớn hoặc đau khổ. Cụ thể, nỗi đau tinh thần (hoặc đau khổ) có thể được sử dụng trong mối quan hệ với nỗi đau thể xác (hoặc đau khổ) để phân biệt giữa hai loại đau đớn hoặc đau khổ. Một cảnh báo đầu tiên liên quan đến sự khác biệt đó là nó sử dụng nỗi đau thể xác theo nghĩa thông thường không chỉ bao gồm 'trải nghiệm cảm giác điển hình của nỗi đau thể xác' mà còn cả những trải nghiệm cơ thể khó chịu khác bao gồm khó thở, đói, đau tiền đình, buồn nôn, thiếu ngủ, và ngứa. Một cảnh báo thứ hai là các thuật ngữ thể chất hoặc tinh thần không nên được hiểu quá theo nghĩa đen: đau đớn hoặc đau khổ về thể xác, thực tế, xảy ra thông qua tâm trí có ý thức và liên quan đến khía cạnh cảm xúc, trong khi nỗi đau tinh thần hoặc đau khổ xảy ra thông qua bộ não vật lý và với tư cách là một cảm xúc, có liên quan đến khía cạnh sinh lý quan trọng.